# Герб Любара
Герб Любара затверджений 2 серпня 2000 р. XIV сесію селищної ради XXIII скликання.

## Опис герба
Щит чотиридільний, перша і четверта частина зелені, друга і третя — червоні.
В першій частині — золотий колт, як символ Болохівської землі. У другій частині — золотий кадуцей як символ торговельного значення старовинного Любара. У третій частині — золотий сніп. У четвертій — «Погоня» — родовий знак володарів міста Любартів.
Автор — В. Ільїнський.